# Jostens
Jostens es un fabricante estadounidense de recuerdos. La compañía es conocida principalmente por su producción de anuarios y anillos de graduación para varias escuelas secundarias y universidades, así como anillos de campeonato para distintas ligas de deportes. Jostens también produjo productos de fotolibros para el servicio de fotografía PhotoPass de Disney que se ofrece en los parques temáticos y centros turísticos de Disney.
Además de su sede cerca de Minneapolis y oficinas operativas en Owatonna, Minnesota, Jostens tiene instalaciones en Calgary, Alberta; Clarksville, Tennessee; Denton, Texas; Eagan, Minnesota; Laurens, Carolina del Sur; Mobile, Alabama; Norman, Oklahoma; Sedalia, Misuri; Shelbyville, Tennessee; y Winnipeg, Manitoba. También cuenta con centros de servicio al cliente ubicado en State College, Pennsylvania; Topeka, Kansas; y Visalia, California.

## Historia
Otto Josten fundó la compañía como un negocio de reparación de relojes en Owatonna en 1897. Jostens (entonces llamado «Josten's», el apóstrofe se eliminó más tarde) comenzó a fabricar emblemas y premios para las escuelas cercanas y en 1906, el año de incorporación, Josten agregó anillos de clase a su línea de productos, para venderlos a escuelas de todo el Medio Oeste. Jostens creó la American Yearbook Company en 1950, luego la fusionó bajo la marca Jostens.
El 14 de octubre de 2015, Jarden adquirió Jostens de Visant Corporation, afirmando que planeaba aprovechar las sinergias con sus otras propiedades (particularmente Rawlings y Yankee Candle) y «convertirlo en un verdadero negocio de productos de consumo, en lugar de históricamente se ha ejecutado como un activo de impresión».
Jarden se fusionó con Newell Rubbermaid en 2016 para formar Newell Brands. En 2018, Newell Brands vendió Jostens a Platinum Equity por 1,3 mil millones de dólares.

## Productos
Jostens es el principal proveedor de anillos del Super Bowl y ha fabricado 31 anillos de campeonato en los cincuenta años de historia del Super Bowl hasta 2017.
En abril de 2015, Jostens lanzó la primera asociación de transmisión de Adobe InDesign del mundo con Adobe, llamada «Monarch», en la convención de primavera de la Journalism Education Association en Denver.